# Bryanne Stewart
Bryanne Stewart (Sydney, 9 dicembre 1979) è un'ex tennista australiana.

## Carriera
In carriera ha vinto 3 titoli di doppio. Nei tornei del Grande Slam ha ottenuto il suo miglior risultato raggiungendo le semifinali di doppio a Wimbledon nel 2005, in coppia con la connazionale Samantha Stosur.
In Fed Cup ha giocato 3 partite, ottenendo 2 vittorie e una sconfitta.

## Statistiche

### Doppio

#### Vittorie (3)
| Numero | Anno             | Torneo                                                                  | Superficie  | Compagna        | Avversarie in finale             | Punteggio      |
| 1.     | 16 gennaio 2005  | Medibank International, Sydney                                          | Cemento     | Samantha Stosur | Elena Dement'eva Ai Sugiyama     | forfait        |
| 2.     | 10 aprile 2005   | Bausch & Lomb Championships, Amelia Island                              | Terra verde | Samantha Stosur | Květa Peschke Patty Schnyder     | 6-4, 6-2       |
| 3.     | 25 febbraio 2007 | Regions Morgan Keegan Championships and the Cellular South Cup, Memphis | Cemento     | Nicole Pratt    | Jarmila Gajdošová Akiko Morigami | 7-5, 4-6, 10-5 |

### Doppio

#### Finali perse (1)
| Numero | Anno             | Torneo                                                                  | Superficie | Compagna      | Avversarie in finale       | Punteggio |
| 1.     | 22 febbraio 2003 | Regions Morgan Keegan Championships and the Cellular South Cup, Memphis | Cemento    | Alina Židkova | Akiko Morigami Saori Obata | 1-6, 1-6  |

### Risultati in progressione
| Sigla | Risultato               |
| ----- | ----------------------- |
| V     | Vincitore               |
| F     | Finalista               |
| SF    | Semifinalista           |
| O     | Oro olimpico            |
| A     | Argento olimpico        |
| SF    | Bronzo olimpico         |
| QF    | Quarti di Finale        |
| 4T    | Quarto turno            |
| 3T    | Terzo turno             |
| 2T    | Secondo turno           |
| 1T    | Primo turno             |
| RR    | Round Robin             |
| LQ    | Turno di qualificazione |
| A     | Assente                 |
| ND    | Non disputato           |

| Legenda superfici    |
| -------------------- |
| Cemento              |
| Terra battuta        |
| Erba                 |
| Superficie variabile |

#### Singolare nei tornei del Grande Slam
| Torneo          | 1997 | 1998 | 1999 | 2000 | 2001 | 2002 | 2003 | 2004 | 2005 | 2006 | 2007 | 2008 | 2009 |
| --------------- | ---- | ---- | ---- | ---- | ---- | ---- | ---- | ---- | ---- | ---- | ---- | ---- | ---- |
| Australian Open | 1T   | A    | A    | 3T   | 1T   | 2T   | A    | A    | A    | A    | A    | A    | A    |
| Open di Francia | A    | A    | A    | A    | A    | A    | A    | A    | A    | A    | A    | A    | A    |
| Wimbledon       | A    | A    | A    | A    | A    | A    | A    | A    | A    | A    | A    | A    | A    |
| US Open         | A    | A    | A    | A    | A    | A    | A    | A    | A    | A    | A    | A    | A    |

#### Doppio nei tornei del Grande Slam
| Torneo          | 1997 | 1998 | 1999 | 2000 | 2001 | 2002 | 2003 | 2004 | 2005 | 2006 | 2007 | 2008 | 2009 |
| --------------- | ---- | ---- | ---- | ---- | ---- | ---- | ---- | ---- | ---- | ---- | ---- | ---- | ---- |
| Australian Open | A    | 1T   | 2T   | 3T   | 1T   | 1T   | 1T   | 2T   | 2T   | 1T   | 2T   | 1T   | 1T   |
| Open di Francia | A    | A    | 1T   | 1T   | A    | A    | A    | 3T   | 3T   | 1T   | 1T   | A    | A    |
| Wimbledon       | A    | A    | 1T   | 1T   | A    | 2T   | 1T   | 2T   | SF   | 2T   | 2T   | A    | A    |
| US Open         | A    | A    | A    | 1T   | 1T   | A    | 2T   | 3T   | 1T   | 1T   | 2T   | A    | A    |

#### Doppio misto nei tornei del Grande Slam
| Torneo          | 1997 | 1998 | 1999 | 2000 | 2001 | 2002 | 2003 | 2004 | 2005 | 2006 | 2007 | 2008 | 2009 |
| --------------- | ---- | ---- | ---- | ---- | ---- | ---- | ---- | ---- | ---- | ---- | ---- | ---- | ---- |
| Australian Open | A    | A    | A    | A    | 1T   | A    | 1T   | A    | A    | 2T   | QF   | A    | A    |
| Open di Francia | A    | A    | A    | A    | A    | A    | A    | A    | 1T   | QF   | A    | A    | A    |
| Wimbledon       | A    | A    | A    | 1T   | A    | A    | 1T   | A    | 2T   | 1T   | 1T   | A    | A    |
| US Open         | A    | A    | A    | A    | A    | A    | A    | A    | 1T   | A    | A    | A    | A    |